# Plundering van Baltimore

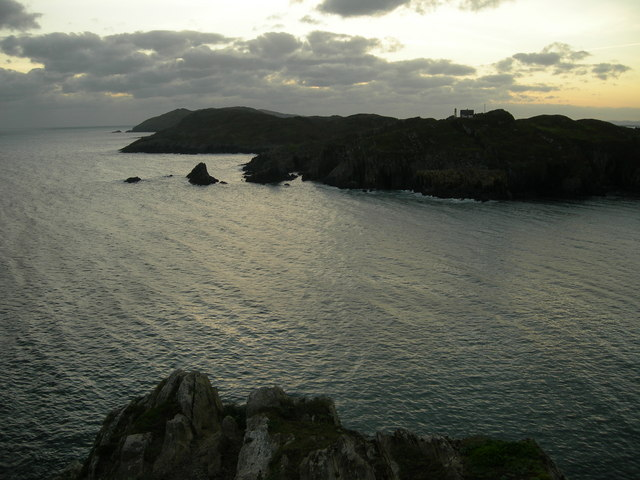
De baai van Baltimore

De plundering van Baltimore (Engels: Sack of Baltimore) was een overval op 20 juni 1631 in Baltimore in het Ierse graafschap Cork. De aanval werd uitgevoerd door Barbarijse zeerovers onder leiding van Jan Janszoon. Ze werden naar het dorp geleid door Hackett, een gevangen genomen kapitein van een vissersboot. 107 dorpelingen werden gevangen genomen en tot slaaf gemaakt voor de Barbarijse slavenhandel. Ze werden meegenomen naar Algiers en gebruikt als galeislaaf of concubine in een harem. Het dorp Baltimore bleef na de plundering gedurende generaties verlaten.